# فانك حر
الفانك الحر (بالإنجليزية: Free-funk)‏ هو خليط بين الجاز الطليعي وفانك تطور في عقد 1970. من بين رواده رونالد شانون جاكسون ومجموعته Prime Time، جمال الدين تاكوما ومجموعته Decoding Society وجيمس «بلود» أولمر. أثر هذا النوع الموسيقي أيضا على نوع إم-بيس.